# Géographie de l'Ukraine
L'Ukraine est, par sa taille, le deuxième pays d'Europe après la Russie. Sa superficie totale de 603 700 km2 est légèrement supérieure à celle de la France métropolitaine. Situé aux confins de l'Europe de l'Est l'Ukraine s'étend sur environ 1 300 kilomètres d'est en ouest et sur 600 kilomètres de nord au sud. Il est entouré par la Russie au nord et à l'est, la Biélorussie au nord, la Pologne, la Slovaquie, la Hongrie, la Roumanie et la Moldavie à l'ouest.
Le sud du pays est bordé par la mer Noire et la mer d'Azov. Il est constitué principalement d'une vaste plaine céréalière à riches terres noires, jadis occupée par la steppe pontique, comportant à son extrémité sud-occidentale une section de la chaîne des Carpates où se trouve le plus haut sommet du pays, le mont Hoverla (2 061 mètres). Le bassin du fleuve principal, le Dniepr, s'étend sur plus de la moitié du pays. 
Situé entre les 44e et 52e parallèle nord (à peu près la latitude de la France) mais très loin des océans, l'Ukraine est caractérisée par un climat continental froid en hiver (4 à 5 mois de gel permanent) et chaud en été. Les précipitations vont de 800 mm au nord à 500 mm au sud. Environ la moitié du territoire est recouvert par le tchernoziom qui en fait une des terres les plus fertiles du monde.   

## Données générales

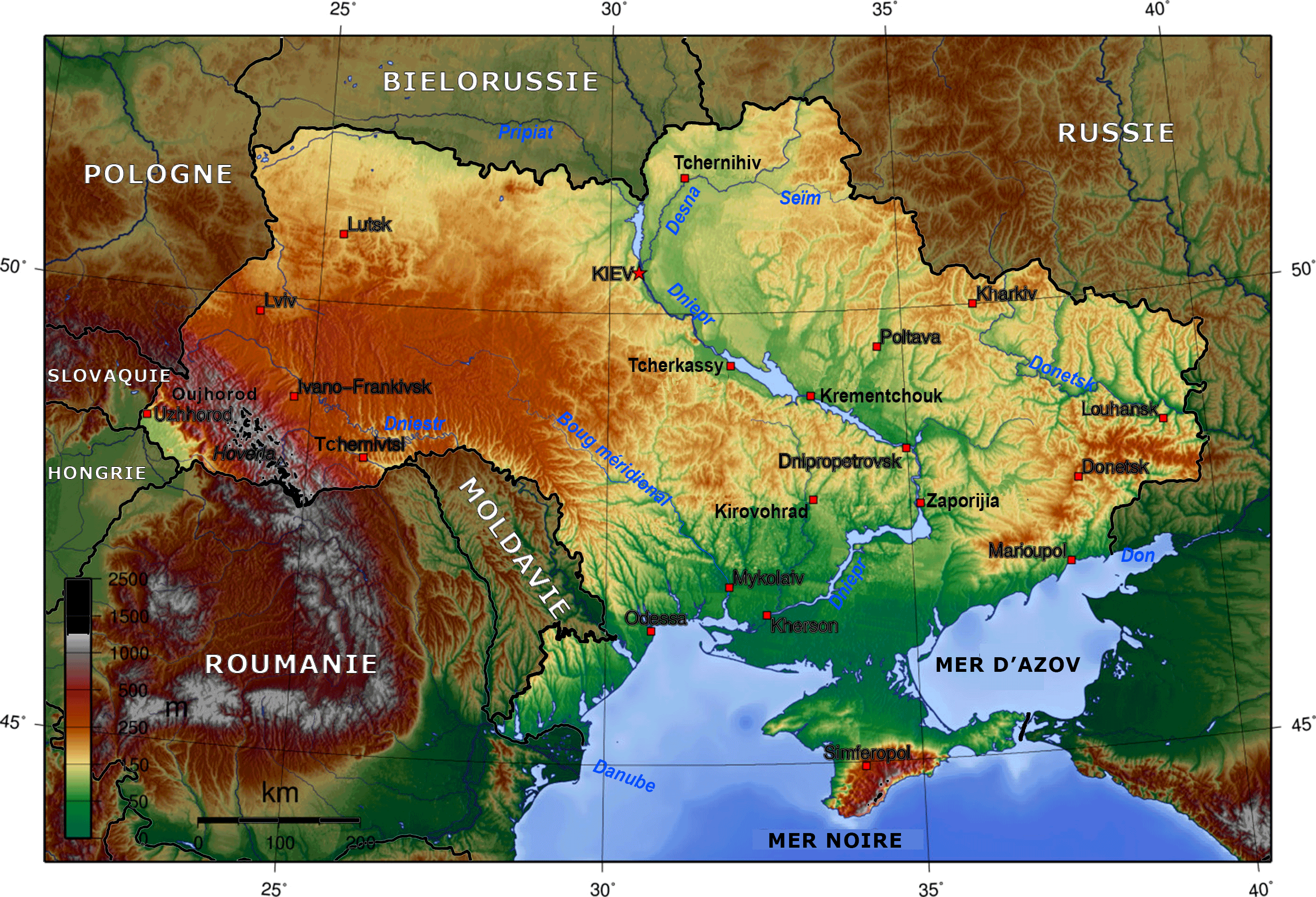
Carte topographique de l'Ukraine.

L'Ukraine est un pays d'Europe orientale. Le pays mesure 1 316 km d'est en ouest et 893 km du nord au sud, pour une superficie totale de 603 550 km2 (576 450 km2 sans compter la superficie de la Crimée). C'est un pays relativement plat, avec les terres fertiles du bassin du Dniepr en son centre, ce qui lui permet d'avoir une agriculture productive.  
L'Ukraine a plus de 2 780 km de côtes sur la mer Noire et la mer d'Azov. La plupart sont basses et présentent de nombreux limans, mais en Crimée elles sont montagneuses avec des séries de falaises et de plages.
L'Ukraine partage ses frontières terrestres avec sept pays dont quatre de l'Union européenne. Les frontières ont une longueur totale de 4 558 km dont 1 152 km avec l'Union Européenne. Du sud-ouest à l'est :
- au sud-ouest la Moldavie 939 km. La Transinistrie, une région de la Moldavie occupée par la Russie et non reconnue par la communauté internationale, s'interpose sur une partie de cette frontière ;
- au sud-ouest la Roumanie : sud 169 km et ouest 362 km (dans l'Union Européenne) ;
- à l'ouest la Slovaquie 90 km (dans l'U.E.) ;
- à l'ouest la Hongrie 103 km (dans l'U.E.) ;
- à l'ouest la Pologne 428 km (dans l'U.E.) ;
- au nord la Biélorussie 891 km ;
- à l'est et au nord-est la Russie 1 576 km.

## Géographie physique

### Reliefs
Les montagnes de l'Ukraine sont :
- les Carpates ukrainiennes, avec le Hoverla qui culmine à 2 061 mètres 48° 10′ 12″ N, 24° 34′ 12″ E, ce qui en fait le plus haut sommet du pays ;
- les Monts de Crimée, surplombant la mer Noire dans le prolongement du Caucase, et culminant à plus de 1 500 mètres.

### Géologie

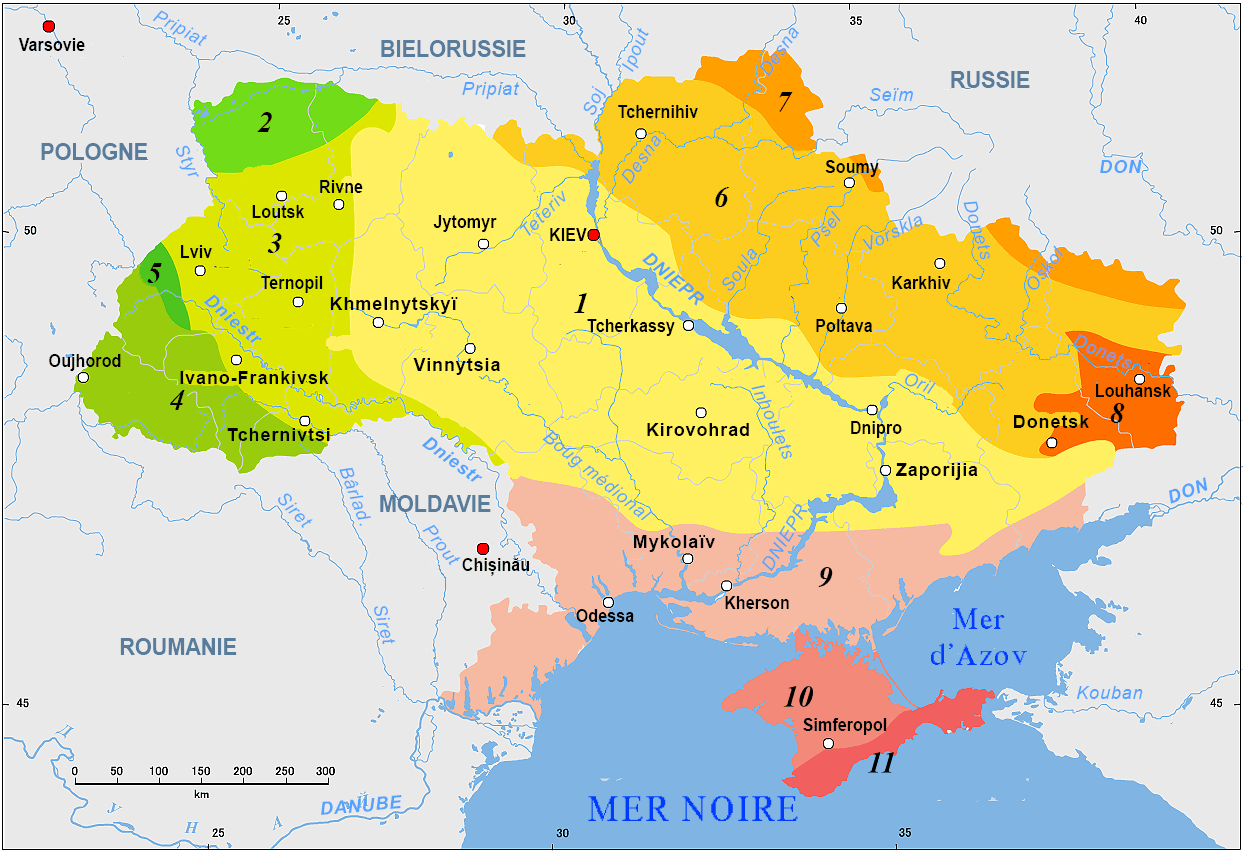
Carte géologique de l'Ukraine
1. Bouclier ukrainien
2. Saillant de Kovel
3. Moraine de Volhynie-Plateau de Podolie
4. Ceinture des Carpathes
5. Bassin ouest-européen
6. Rift du Dnieper-Donets
7. Massif de Voronej
8. Ceinture orogénique du Donets
9. Dépression de la Mer Noire
10. Plateau de Scythie
11. Monts de Crimée relique de la plaque cimmérienne

### Hydrographie

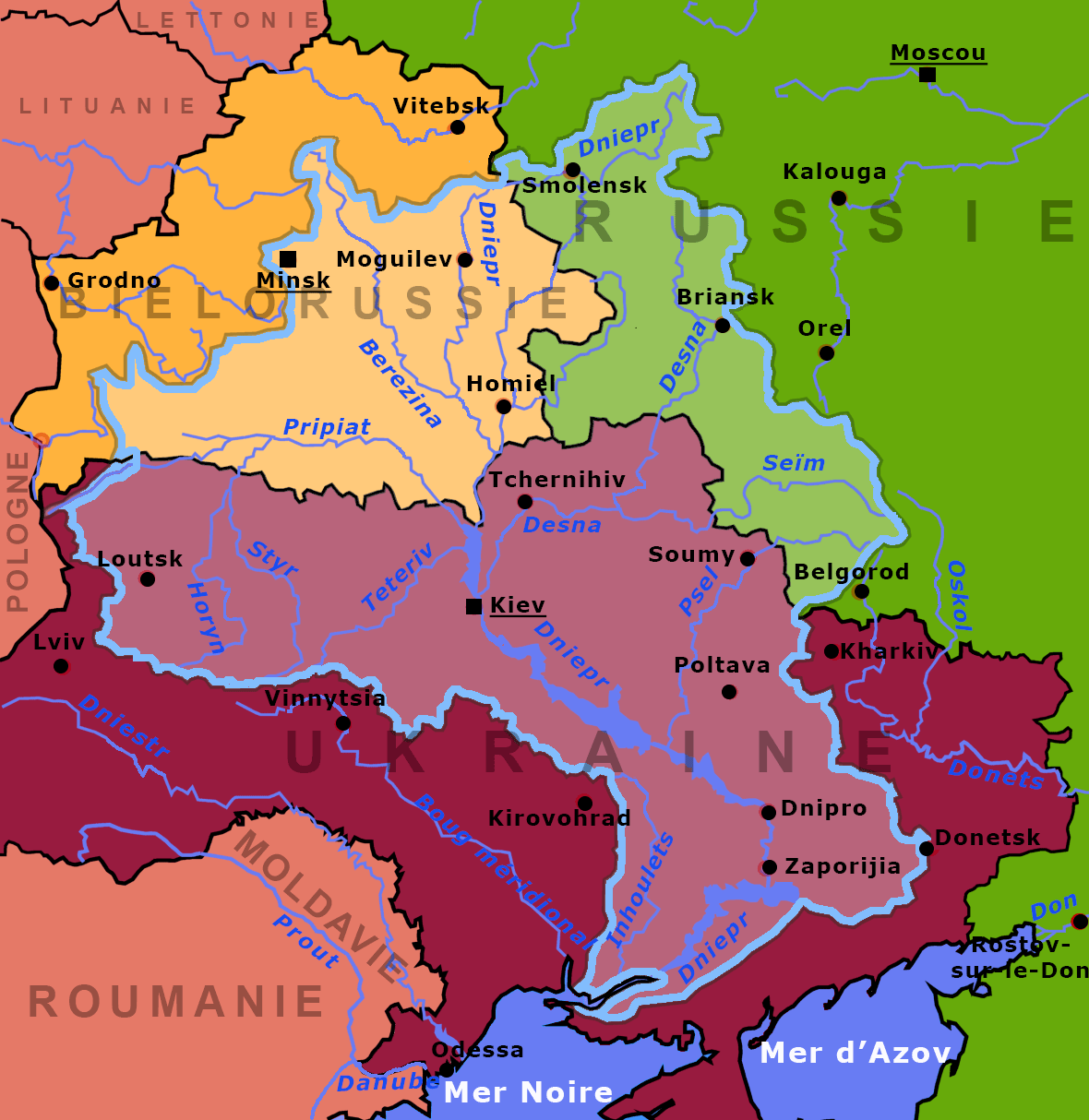
Le bassin fluvial du Dniepr (entouré en bleu) occupe pratiquement la moitié de la surface de l'Ukraine et déborde largement sur la Russie et la Biélorussie.

Le pays est traversé du nord au sud par plusieurs fleuves qui se jettent tous dans la mer Noire et la mer d'Azov :
- le Dniepr est le plus grand fleuve de l'Ukraine et son bassin fluvial occupe une position centrale et couvre plus de la moitié de la surface du pays (289 000 km2). Long de 2 290 kilomètres dont 1 905 kilomètres en Ukraine, il prend sa source en Russie, traverse la Biélorussie puis l'Ukraine avant de se jeter dans la mer Noire à l'ouest de la Crimée. Son débit moyen à l'embouchure est de 1 670 m3/s à peu près équivalent à celui du Rhône. Le fleuve a été aménagé au 20e siècle et son cours ukrainien est complètement navigable sauf durant l'hiver ou il est généralement pris dans les glaces. Les barrages aménagés sur son cours ont créé six grands réservoirs d'une superficie totale supérieure à 6 000 km2 et fournissent environ 10 % de l'électricité produite par le pays ;
- le Boug méridional est un fleuve de 806 kilomètres de long dont le bassin fluvial est de 63 700 km2 est entièrement situé en Ukraine. Son cours s'intercale entre le Dniepr situé à l'est et le Dniestr à l'ouest. Il prend sa source sur le plateau de Podolie et se jette dans la mer Noire. Son débit moyen à l'embouchure est de 108 m3/s ;
- le Dniestr long de 1 352 kilomètres coule sur la majeure partie de son cours supérieur et moyen en Ukraine ou à la frontière entre celle-ci et la république de Moldavie. Son cours inférieur traverse la Moldavie. Il se jette dans la mer Noire à travers son liman près de la ville d'Odessa et joue le rôle de frontière entre les deux pays au niveau de son estuaire. Son débit moyen est de 310 m3/s et la superficie de son bassin est de 68 627 km2 ;
- le Danube au sud-ouest, qui se jette dans la mer Noire, marque la frontière entre l'Ukraine avec la Roumanie ;
- situé à l'est du Dniepr, le Donetsk est un affluent du fleuve russe du Don qui prend sa source en Russie au nord de Belgorod, traverse le nord-est de l'Ukraine sur 950 kilomètres avant de pénétrer en Russie et de se jeter dans le Don. Son bassin versant d'une superficie de 98 800 km2 est pour moitié situé en Ukraine. Il arrose principalement la région industrielle du Donbass. Son débit est peu important (200 m3/s au confluent avec le Don). Le cours du fleuve a été fortement aménagé pour le rendre navigable et des réservoirs ont été créés pour fournir en eau les installations industrielles du Donbass.

## Climat
Le climat est de type continental tempéré avec des hivers froids et des étés chauds sur les 4/5e du territoire, et de type pontique en Crimée et sur les côtes du Boudjak. Les précipitations sont irrégulièrement distribuées, fortes dans le nord et l'ouest, plus faibles dans l'est et le sud-est. Les hivers, neigeux, varient de doux au sud à froid dans les plaines centrales. L'été est tiède dans le nord, et très chaud dans le sud. Les températures moyennes à Kharkiv en Ukraine orientale sont d'environ 7 °C en janvier et 20 °C en juillet. Les précipitations vont d'environ 750 mm par an dans le nord à environ 250 mm dans le sud.
| Mois                              | jan. | fév. | mars | avril | mai  | juin | jui. | août | sep. | oct. | nov. | déc. | année |
| --------------------------------- | ---- | ---- | ---- | ----- | ---- | ---- | ---- | ---- | ---- | ---- | ---- | ---- | ----- |
| Température minimale moyenne (°C) | −5,5 | −5   | −0,8 | 5,7   | 10,9 | 14,8 | 16,7 | 15,7 | 10,6 | 5,1  | 0,4  | −3,9 | 5,4   |
| Température moyenne (°C)          | −3,2 | −2,3 | 2,5  | 10    | 15,8 | 19,5 | 21,3 | 20,5 | 14,9 | 8,6  | 2,6  | −1,8 | 9     |
| Température maximale moyenne (°C) | −0,8 | 0,7  | 6,5  | 15    | 21,1 | 24,6 | 26,5 | 25,9 | 20   | 12,9 | 5,3  | 0,5  | 13,2  |
| Précipitations (mm)               | 38   | 40   | 40   | 42    | 65   | 73   | 68   | 56   | 57   | 46   | 46   | 47   | 618   |

| Mois                              | jan. | fév. | mars | avril | mai  | juin | jui. | août | sep. | oct. | nov. | déc. | année |
| --------------------------------- | ---- | ---- | ---- | ----- | ---- | ---- | ---- | ---- | ---- | ---- | ---- | ---- | ----- |
| Température minimale moyenne (°C) | 2,5  | 2,2  | 4,1  | 8,1   | 13,1 | 18,1 | 21,1 | 21,5 | 16,8 | 11,7 | 7,2  | 4,1  | 10,9  |
| Température moyenne (°C)          | 4,6  | 4,6  | 6,8  | 11,1  | 16,4 | 21,6 | 24,8 | 25   | 20,1 | 14,6 | 9,7  | 6,3  | 13,8  |
| Température maximale moyenne (°C) | 7,4  | 7,7  | 10,4 | 14,8  | 20,5 | 25,7 | 29,1 | 29,4 | 24,2 | 18,3 | 12,8 | 8,9  | 17,4  |
| Précipitations (mm)               | 76   | 56   | 48   | 29    | 36   | 35   | 32   | 43   | 43   | 52   | 57   | 84   | 591   |

## Géographie humaine

### Provinces historiques

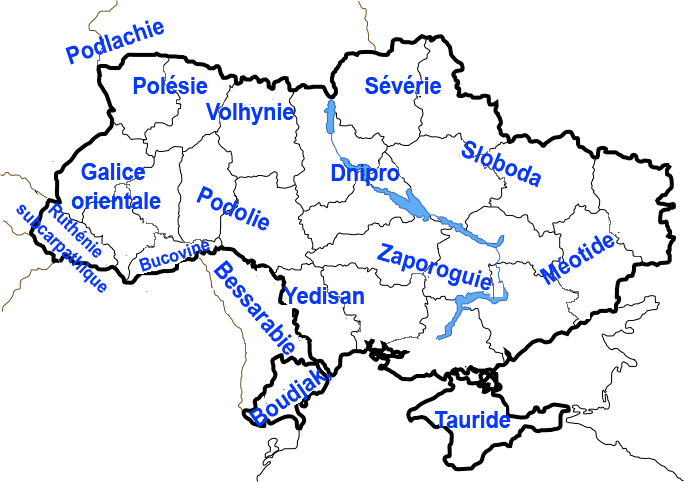
Régions historiques de l'actuelle Ukraine.

Suivant l'usage acquis pendant la longue période soviétique, la géographie ukrainienne moderne n'utilise guère les noms historiques des régions traditionnelles de Polésie, Volhynie, Galicie orientale, Ruthénie subcarpatique, Bucovine, Boudjak, Podolie, Edisan, Zaporogue, Slobodie, Tauride et Méotide qui, pour elle, ne sont que des exonymes obsolètes : pour la Méotide, elle a adopté les expressions géographiques physiques « région du nord d'Azov » (Північне Приазов'я) ou Donbass (« bassin du Don »). Depuis son indépendance, l'Ukraine a cependant « historicisé » les oblast soviétiques héritées de la république socialiste soviétique d'Ukraine, en leur attribuant des drapeaux et des armoiries.
La géographie ukrainienne moderne définit quatre grandes unités :
- une région centrale située de part et d'autre du fleuve Dniepr et dans laquelle se trouve la capitale Kiev, elle-même subdivisée par le fleuve :
  - la rive droite qui regroupe la Polésie, la Volhynie (dite aussi Lodomérie d'après sa première capitale Ladomir) et la Podolie ;
  - la rive gauche, ancien hetmanat des cosaques du Dniepr qui durant un siècle bénéficia d'une large autonomie au sein de l'Empire russe ;
- l'Ukraine orientale qui regroupe l'Ukraine slobodienne autour de la ville de Kharkiv (slobodienne signifie « franche » : ses habitants étaient temporairement exonérés d'impôts soit slobody) et, au sud, le bassin de la rivière Donets, et la région du Donbass soit « bassin du Don » (ancienne Méotide) ;
- l'Ukraine méridionale qui correspond à la steppe pontique qui borde la mer Noire, prise par les Cosaques à la fin du XVIIIe siècle aux Tatars et aux Ottomans. Pour les Russes, c'est la « Nouvelle-Russie ». Elle comprend dans sa partie centrale la Zaporogue (pays des Cosaques vivant au sud/en aval des rapides du Dniepr sur la rive gauche de celui-ci), la Tauride incluant la Crimée, le Yedisan et, à l'ouest, le Boudjak, correspondant au sud de la Moldavie médiévale, en Bessarabie ; certains exégètes ukrainiens y incluent en outre le bassin du Kouban situé en Russie mais jadis conquis par les cosaques du Kouban, en grande partie ukrainiens ;
- l'Ukraine occidentale comprend plusieurs sous-régions : la Ruthénie subcarpatique, dite aussi Carpato-Russynie et la Transcarpatie (correspondant à la République houtsoule de 1918); la Galicie orientale dont la ville principale est Lviv est le berceau historique médiéval de l'Ukraine (la partie occidentale est polonaise) ; la Bucovine, au nord de la Moldavie médiévale ; la Podolie (sur le « plateau scythique et le bassin du Boug méridional ; et la Ciscarpathie qui comprend elle-même la Pocoutie. Certains exégètes ukrainiens y incluent en outre la Podlachie et le pays de Cholm qui font aujourd'hui partie de la Pologne et sont habitées par des polonais.

Les contours de certaines des régions historiques, comme la Ruthénie subcarpathique ou la république autonome de Crimée, correspondent à un oblast actuel, subdivision administrative de premier niveau de l'Ukraine contemporaine. D'autres régions historiques, comme la Volhynie ou la Galicie — jadis polono-lituaniennes —, la Bucovine — autrefois moldave — ou la Méotide — auparavant tatare criméenne — sont désormais partagées entre l'Ukraine et un pays voisin. D'autres sont intégralement ukrainiennes, mais partagées entre plusieurs oblast comme la Podolie — jadis polono-lituanienne — ou regroupées avec d'autres au sein d'un même oblast comme le Boudjak et le Yedisan — autrefois turcs — dans l'oblast d'Odessa.

### Géographie administrative

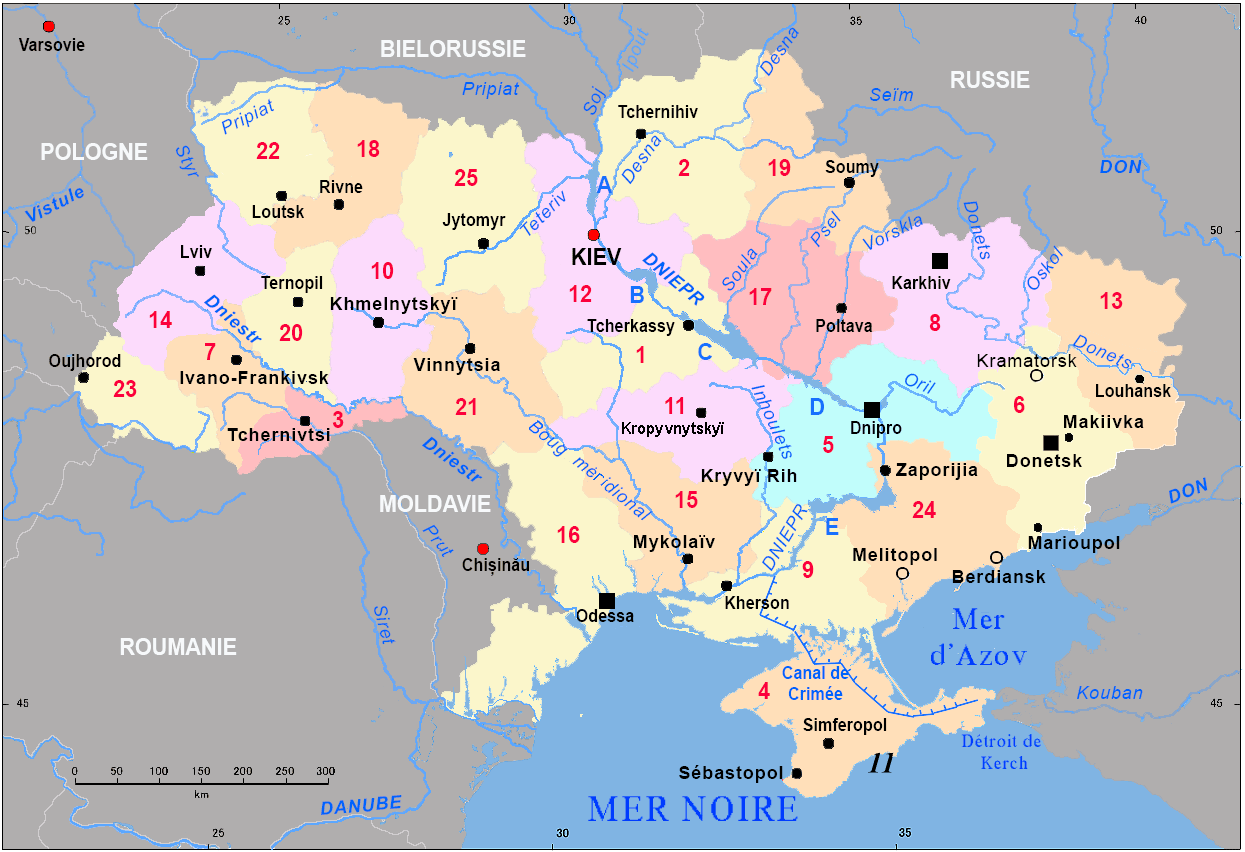
Carte des oblasts d'Ukraine et de la région autonome de Crimée (4). À deux exceptions (Volhynie (22) et Transcarpatie (23) le nom des oblasts est identique à leur centre administratif.

L'Ukraine est divisée en 24 régions régions administratives — ou oblasti (singulier : oblast) — et une municipalité (misto) avec un statut juridique particulier, Kiev. Par ailleurs, l'Ukraine revendique l'intégralité de la Crimée, autrement dit la ville à statut particulier de Sébastopol et la république autonome de Crimée, qui ont été annexées en 2014 à la Russie et constituent actuellement le district fédéral de Crimée de la fédération de Russie.
| No | Nom                                    | Nom en ukrainien          | Superficie (km2) | Population 2021 |
| -- | -------------------------------------- | ------------------------- | ---------------- | --------------- |
| 5  | Oblast de Dnipropetrovsk               | Дніпропетровська область  | 31 914           | 3 142 035       |
| 6  | Oblast de Donetsk                      | Донецька область          | 26 517           | 4 100 280       |
| 7  | Oblast d'Ivano-Frankivsk               | Івано-Франківська область | 13 928           | 1 361 109       |
| 25 | Oblast de Jytomyr                      | Житомирська область       | 29 832           | 1 195 495       |
| 8  | Oblast de Kharkiv                      | Харківська область        | 31 415           | 2 633 834       |
| 9  | Oblast de Kherson                      | Херсонська область        | 28 461           | 1 016 707       |
| 10 | Oblast de Khmelnytskyï                 | Хмельницька область       | 20 645           | 1 243 787       |
| 12 | Oblast de Kiev                         | Київська область          | 28 131           | 1 788 530       |
| 11 | Oblast de Kirovohrad                   | Кіровоградська область    | 24 588           | 920 128         |
| 13 | Oblast de Louhansk                     | Луганська область         | 26 684           | 2 121 322       |
| 14 | Oblast de Lviv                         | Львівська область         | 21 833           | 2 497 750       |
| 15 | Oblast de Mykolaïv                     | Миколаївська область      | 24 598           | 1 108 394       |
| 16 | Oblast d'Odessa                        | Одеська область           | 33 310           | 2 368 107       |
| 17 | Oblast de Poltava                      | Полтавська область        | 28 748           | 1 371 529       |
| 18 | Oblast de Rivne                        | Рівненська область        | 20 047           | 1 148 456       |
| 19 | Oblast de Soumy                        | Сумська область           | 23 834           | 1 053 452       |
| 1  | Oblast de Tcherkassy                   | Черкаська область         | 20 900           | 1 178 266       |
| 2  | Oblast de Tchernihiv                   | Чернігівська область      | 31 865           | 976 701         |
| 3  | Oblast de Tchernivtsi                  | Чернівецька область       | 8 097            | 896 566         |
| 20 | Oblast de Ternopil                     | Тернопільська область     | 13 823           | 1 030 562       |
| 23 | Oblast de Transcarpatie(c.l. Oujhorod) | Закарпатська область      | 12 777           | 1 250 129       |
| 21 | Oblast de Vinnytsia                    | Вінницька область         | 26 513           | 1 529 123       |
| 22 | Oblast de Volhynie (c.l. Loutsk)       | Волинська область         | 20 144           | 1 027 397       |
| 24 | Oblast de Zaporijjia                   | Запорізька область        | 27 180           | 1 666 515       |

### Villes
| \| 200 km1:6 307 000 Capitale nationale Capitale régionale Ville à statut spécial Population > 100 000 hab. Population > 40 000 hab. \| ROUMANIE MOLDAVIE POLOGNE BIÉLORUSSIE RUSSIE Crimée HONGRIE Slovaquie Mer Noire Mer d'Azov Détroit de Kertch Pripiat Tchernobyl Kiev Simferopol Odessa Dnipro Donetsk Ivano-Frankivsk Jytomyr Kharkiv Kherson Khmelnytskyï Kropyvnytskyï Louhansk Lviv Mykolaïv Poltava Tcherkassy Tchernihiv Tchernivtsi Oujhorod Rivne Soumy Ternopil Vinnytsia Loutsk Zaporijjia Sébastopol Bila Tserkva Eupatoria Kertch Kamianske Nikopol Pavlohrad Horlivka Kramatorsk Kryvyï Rih Makiïvka Marioupol Altchevsk Lyssytchansk Sievierodonetsk Krementchouk Berdiansk Melitopol Feodossia Yalta Izmaïl Kalouch Kolomya Berdytchiv Korosten Novohrad-Volynskyï Izioum Lozova Nova Kakhovka Kamianets-Podilskyï Oleksandria Antratsyt Brianka Roubijne Kadiïvka Drohobytch Stryï Tchervonohrad Pervomaïsk Horichni Plavni Loubny Ouman Smila Prylouky Moukatchevo Chostka Konotop Kovel Novovolynsk Enerhodar Chepetivka |
| 200 km1:6 307 000 Capitale nationale Capitale régionale Ville à statut spécial Population > 100 000 hab. Population > 40 000 hab. |

| 200 km1:6 307 000 Capitale nationale Capitale régionale Ville à statut spécial Population > 100 000 hab. Population > 40 000 hab. |

| \| 200 km1:6 307 000 Capitale nationale Capitale régionale Ville à statut spécial Population > 100 000 hab. Population > 40 000 hab. \| ROUMANIE MOLDAVIE POLOGNE BIÉLORUSSIE RUSSIE Crimée HONGRIE Slovaquie Mer Noire Mer d'Azov Détroit de Kertch Pripiat Tchernobyl Kiev Simferopol Odessa Dnipro Donetsk Ivano-Frankivsk Jytomyr Kharkiv Kherson Khmelnytskyï Kropyvnytskyï Louhansk Lviv Mykolaïv Poltava Tcherkassy Tchernihiv Tchernivtsi Oujhorod Rivne Soumy Ternopil Vinnytsia Loutsk Zaporijjia Sébastopol Bila Tserkva Eupatoria Kertch Kamianske Nikopol Pavlohrad Horlivka Kramatorsk Kryvyï Rih Makiïvka Marioupol Altchevsk Lyssytchansk Sievierodonetsk Krementchouk Berdiansk Melitopol Feodossia Yalta Izmaïl Kalouch Kolomya Berdytchiv Korosten Novohrad-Volynskyï Izioum Lozova Nova Kakhovka Kamianets-Podilskyï Oleksandria Antratsyt Brianka Roubijne Kadiïvka Drohobytch Stryï Tchervonohrad Pervomaïsk Horichni Plavni Loubny Ouman Smila Prylouky Moukatchevo Chostka Konotop Kovel Novovolynsk Enerhodar Chepetivka |
| 200 km1:6 307 000 Capitale nationale Capitale régionale Ville à statut spécial Population > 100 000 hab. Population > 40 000 hab. |

| 200 km1:6 307 000 Capitale nationale Capitale régionale Ville à statut spécial Population > 100 000 hab. Population > 40 000 hab. |

## Ressources naturelles
L'Ukraine est riche en ressources minières : fer, charbon (Donbass), manganèse, gaz naturel, sel, sulfure, graphite, magnésium, nickel, mercure, bois. Les ressources exploitées les plus notables sont le charbon, le pétrole, le gaz naturel, le manganèse, les sels de potassium, les matériaux de construction, l'eau minérale.
Les réserves de charbon de l'Ukraine, localisées principalement dans le bassin du Donetsk (Donbass), se montent à 117 milliards de tonnes. Le pays dispose d'une des plus grosses réserves de minerai de fer au monde (27,4 milliards de tonnes soit 10 % des réserves mondiales). Ces réserves sont situées principalement dans la région de Kryvyï Rih (18 milliards de tonnes). Les réserves de manganèse classent le pays à la deuxième place après l'Afrique du Sud. Les principaux gisements sont celui de Nikopol dans les régions de Dnipropetrovsk et de Zaporijia (33 %) et celui de Veliko-Tokmakskoye dans la région de Zaporijia. L'Ukraine dispose des plus grandes réserves d'Europe d'uranium, de titane et de 20 % des réserves mondiales de graphite. Les gisements de pétrole et de gaz naturel économiquement exploitables sont par contre en cours d'épuisement.
Les terres arables représentent 58 % de la superficie du pays dont 26 050 km2 de terres irriguées. Les forêts couvrent environ 16,8 % de la superficie (estimation 2018) et sont situées principalement dans l'ouest du pays.

## Flore et faune

Régions biogéographiques d'Europe.

Sur le plan de la végétation l'Ukraine s'étend principalement sur deux régions phytogéographiques européennes : les régions steppiques et continentales. S'y ajoutent la région alpine dans les Carpates et une petite portion de la région pannonienne en Transcarpatie.

## Territoirede facto

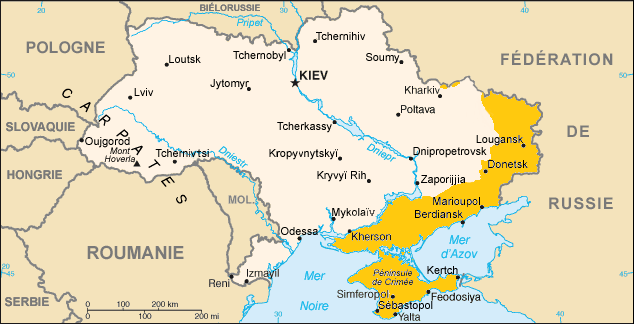
Annexion ou occupation russe.

Depuis le début du conflit avec la Russie en 2014, le gouvernement ukrainien ne contrôle plus la totalité de son territoire : la Crimée (26 945 km) et une partie du Donbass (environ 19 500 km) lui échappent, réduisant le territoire effectivement contrôlé à 557 255 km2 et le littoral effectivement contrôlé à 1 530 km de 2014 à 2022.
Lors de l'invasion russe de 2022, l'Ukraine perd le contrôle de la plus grande partie des oblasts de Kherson, Zaporijjia et Louhansk et la totalité de son accès à la mer d'Azov. En juin 2022, la Russie occupe environ 125 000 km2 de territoire ukrainien, soit 20 % du pays.
La communauté internationale ne reconnaît pas cet état de fait et considère toujours ces territoires comme ukrainiens de droit.